# دانیلا روکا
دانیلا روکا (ایتالیایی: Daniela Rocca؛ ‏ ۱۲ سپتامبر ۱۹۳۷ – ۲۸ مهٔ ۱۹۹۵) یک هنرپیشه اهل ایتالیا بود.
از فیلم‌هایی که وی در آن نقش داشته‌است، می‌توان به اسب کهر را بنگر، هلن، طلاق به سبک ایتالیایی، استر و شاه و زیرشیروانی اشاره کرد.